# Fazalhaq Farooqi
Fazalhaq Farooqi (auch bekannt als Fazal Haque; * 22. September 2000 in Baghlan, Afghanistan) ist ein afghanischer Cricketspieler, der seit 2021 für die afghanische Nationalmannschaft spielt.

## Kindheit und Ausbildung
Farooqi war Teil des afghanischen Teams bei der ICC U19-Cricket-Weltmeisterschaft 2020.

## Aktive Karriere
Farooqi gab sein First-Class-Debüt im November 2017 für die Amo Region und sein List-A-Debüt im Juli 2018. Er konnte sich dort etablieren und wurde im März 2021 erstmals im dritten Twenty20 der Tour gegen Simbabwe in der Nationalmannschaft eingesetzt. Sein ODI-Debüt folgte im Januar 2022 gegen die Niederlande. Im Februar konnte er dann in Bangladesch erstmals herausstechen, als ihm 4 Wickets für 54 Runs im ersten ODI gelangen, womit er den Sieg Afghanistans einleitete. In der zugehörigen Twenty20-Serie folgten dann im zweiten Spiel 3 Wickets für 18 Runs, woraufhin er als Spieler der Serie ausgezeichnet wurde. Bei der Auktion für die Indian Premier League 2022 wurde er für den Basispreis von 5 Millionen Rupee von den Sunrisers Hyderabad erworben. Er wurde dann für den Asia Cup 2022 nominiert, bei dem ihm jeweils drei Wickets gegen Sri Lanka (3/11) und Pakistan (3/31) gelangen, wobei er für ersteres als Spieler des Spiels ausgezeichnet wurde. Beim darauf folgenden ICC Men’s T20 World Cup 2022 war seine beste Leistung 2 Wickets für 29 Runs gegen Australien. In der anschließenden ODI-Serie in Sri Lanka erzielte er im ersten Spiel 4 Wickets für 49 Runs. Daraufhin wurde er in der Big Bash League 2022/23 von den Sydney Thunder als Ersatz für David Willey verpflichtet, jedoch wurde sein Vertrag nach Fehlverhalten im Dezember vorzeitig beendet. Im Sommer 2023 reiste er mit dem Team nach Bangladesch. Nachdem er im ersten ODI 3 Wickets für 24 Runs erzielte und als Spieler des Spiels ausgezeichnet wurde, folgten auch im zweiten ODI drei Wickets (3/22), so dass er als Spieler der Serie ausgezeichnet wurde.